# Алікс Ерл
Алікс Ешлі Ерл (англ. Alix Ashley Earle; нар. 16 грудня 2000, округ Монмаут, Нью-Джерсі, США) — американська інфлюенсерка, яка стала популярною, публікуючи відео «Get Ready With Me» у TikTok, у яких вона ділиться подробицями свого особистого життя. Інтернет-спільноти знають її за те, що продукти, які вона підтримує, швидко розкуповуються, що охрестили «ефектом Алікс Ерл».

## Раннє життя та освіта
Ерл народилася 16 грудня 2000 року в окрузі Монмаут, штат Нью-Джерсі, в родині Томаса «Ті Джей» Ерла, будівельного магната з Волл Тауншипа, штат Нью-Джерсі, та Аліси Маніачі, яка має італійське походження. Її батьки познайомилися в Університеті Лінна в Бока-Ратоні, Флорида.
У липні 2008 року «New York Post» повідомив, що батько Ерл мав роман з Ешлі Александрою Дюпре, дівчиною за викликом, відомою своєю причетністю до політичного секс-скандалу Еліота Спітцера, який призвів до відставки губернатора Нью-Йорка. Батьки Ерл розлучилися в 2013 році, а її батько одружився з Дюпре в жовтні того ж року. У Ерл є молодша сестра Ештін Ерл і троє зведених братів і сестер від другого шлюбу її батька.
Алікс Ерл закінчила Католицьку середню школу Ред-Бенк у 2019 році та вступила в Університет Маямі, який закінчила за напрямком маркетингу в 2023 році. Ерл надала «стипендію Алікс Ерл» для студентів бізнес-школи Майамі Герберта.

## Кар'єра

### Соцмережі
У лютому 2020 року, будучи першокурсницею Університету Маямі, Ерл почала публікувати відео в TikTok. Її перше відео зображувало її та її друзів, які демонстрували свої вбрання, зроблені зі сміттєвих пакетів.
У 2023 році в інтерв'ю «Шоу Говарда Стерна» Ерл заявила, що спочатку намагалася втілити ідеалізовану, досконалу персону. «Коли я починала, я поняття не мала. Я намагалася бути ідеальною. Я думала, що це був правильний шлях»:.
Зростання Ерл у TikTok прискорилося влітку 2022 року, коли у неї з'явилися прищі, що виникли внаслідок великої кісти на обличчі. Її менеджер повідомив, що вона має опублікувати спонсороване відео на своєму TikTok. Через наявність прищів вона спочатку відмовилася, але пізніше вирішила, що може використовувати свою платформу, щоб допомогти іншим, хто бореться з тією ж проблемою. Пізніше Ерл описала реакцію глядачів як позитивну та підтримуючу.
Після свого відео про прищі Ерл почала публікувати відео «Get Ready With Me» (GRWM), у яких демонструвала свою макіяж-рутину, обговорюючи своє повсякденне життя. До кінця 2022 року вона зібрала два мільйони нових підписників у TikTok.
Популярність Ерл і лояльність шанувальників часто призводять до того, що бренди, які вона рекламує, дуже швидко розкуповуються, що охрестили «ефектом Алікс Ерл».

### Подкаст та інші проекти
У вересні 2023 року Ерл анонсувала подкаст «Hot Mess with Alix Earle», створений «The Unwell Network», мережею талантів під керівництвом Александри Купер. Після свого дебюту, «Hot Mess with Alix Earle» ненадовго скинув «The Joe Rogan Experience» з першої позиції в чартах подкастів Spotify, місце, яке той займав протягом двох років.
У 2023 році Ерл була включено до списку Forbes 30 Under 30, де очікувалося, що вибрані підприємці отримають майже 300 мільйонів доларів доходу до кінця 2023 року. У 2023 році статки Ерл оцінювалися в 6 мільйонів доларів. Вона також досягла успіху в майнінгу біткойнів.
У червні 2024 року Ерл знялася у кліпі на сингл «Girls» австралійського виконавця The Kid Laroi.
У 2025 році Алікс Ерл стала інвестором і бренд-партнером «SipMargs», бренду консервованих коктейльних маргарит.

## Особисте життя
Наприкінці 2022 року Ерл три місяці зустрічалася з Тайлером Вейдом, професійним бейсболістом «Сан-Дієго Падрес». У листопаді 2023 року Ерл підтвердила свої стосунки з Брекстоном Берріосом, гравцем «Маямі Долфінс». У жовтні 2023 року Ерл публічно розповіла про свою боротьбу з розладом харчової поведінки та дисморфофобією в середній школі.